# Canal 13 (Chile)
O Canal 13 (popularmente conhecido como El 13), criado em 21 de agosto de 1959, é uma rede de televisão chilena de propriedade privada, regida por uma sociedade anónima (SpA), e que transmite na frequência 13 de Santiago do Chile.
O Centro de Televisão que abriga as instalações de produção e transmissão do canal, localizado na Inés Matte Urrejola 0848, em Providencia, Santiago, possui 5 ha de infra-estrutura. Desde 1998, essas dependências foram nomeadas em homenagem ao falecido diretor executivo da estação, Eleodoro Rodríguez Matte. O canal é membro da Anatel e da Organização Ibero-Americana de Telecomunicações e é também membro associado da União Europeia de Radiodifusão, sendo um dos 2 membros associados da América do Sul (junto com a Fundação Padre Anchieta do Brasil).
Ele tem desde 1995 um sinal no cabo, chamado 13C (anteriormente Señal 3), com a programação cultural. Em 2012 foi criado um segundo sinal fechado, chamado REC TV, na qual é exibido programação antiga do canal.

## História
Em 21 de agosto de 1959, um grupo de engenheiros da Universidade Católica começou oficialmente suas transmissões em frequência 2. Sem dúvida, o marco mais importante e deu o pontapé inicial real desse novo meio no país, foi a transmissão de Campeonato Mundial de Futebol em 1962, realizado no Chile.
Num começo, o canal só tinha cobertura em Santiago. Em 1973 foram criadas uma repetidora em San Fernando e uma afiliada em Concepción, ambas no canal 5; em 1976, foi lancada outra repetidora, desta vez no canal 8 de Valparaíso; e em 1978, a rede de TV regional Telenorte se afiliou ao canal, levando a programação do canal no norte grande do Chile até 1989, quando a afiliação terminou. Desde os anos 80, o Canal 13 começou a instalar repetidoras próprias no restante do território chileno.
Até 2010, era totalmente detida pela Pontifícia Universidade Católica do Chile, através da holding Empresas UC. Em 6 de agosto daquele ano, o Grupo Luksic assinou um acordo com a universidade para formar uma empresa de gestão de canais, na qual 67% do canal passou para as mãos do grupo em 1 de novembro.
Em 6 de novembro de 2017 a Pontifícia Universidade Católica do Chile anunciou que vendeu a Andronico Luksic Craig 33% do canal que possuía.
Em 25 de abril de 2018, o grupo espanhol Secuoya chegou ao Canal 13 e causou mais de 300 demissões, graças a uma aliança estratégica que inclui a terceirização de todas as áreas de produção e gestão de todos os estudos e meios técnicos, que passaram a ser detida pela Secuoya e para as quais investiram mais de 10 milhões de euros.

## Programação
Entre seus programas mais destacados, estão o programa de variedades Sábado Gigante, o programa de fala hispânica mais longevo da história (exibido de 1962 a 2015) e que era similar ao Programa Silvio Santos do Brasil, e Teletrece, o telejornal chileno mais longevo, exibido desde 1970.
Entre 1977 e 2002, o Canal 13 exibiu teleaulas da Universidad Católica, num espaço chamado Teleduc, que era exibido no começo da programação.
Canal 13 teve, desde os anos 80 até 2016, um convenio com a TV Globo, para reprisar suas telenovelas brasileiras. A parceira foi reativada temporariamente em 2022, com a exibição de Um Lugar ao Sol.

## Logotipos corporativos
Desde 1961, com a mudança para o sinal de frequência 13 (que permanece em analogia ao presente), o Canal 13 tem um logotipo. Num começo, eram 2 retângulos, um mais alto do outro, que continham os textos "13" e "TV". O logotipo original era azul, tal e como aparecia na imprensa; porém, era exibido em preto e branco devido às limitações da TV chilena na época.
Desde 1970, o logotipo tem uma curva fina com um "T" para atingir o "V" e centralizar o número "13". Acima da figura dizia "Universidade Católica do Chile" (texto que aparece na tela até 1978), todos emoldurados dentro de um quadro que fingia ser uma tela de televisão. O logotipo era popularmente conhecido como "La Tetera" (a chaleira) devido a sua forma.
Em 1978, com o advento da cor no Chile, o número "13" é alterado para as iniciais "UC" (referente à universidade) e, por alguns meses, usou uma versão com um padrão de teste de cor. Durante o final dos anos 90, o logotipo era totalmente virtual. Este logotipo foi o mais distinto e usado pelo canal, e é o mesmo (mas sem o quadro) que atualmente usa seus trabalhadores sindicalizados, era o logotipo favorito do canal. Após quase 40 anos, em 18 de junho de 1999, com a nova administração de Rodrigo Jordan, o logo do Channel 13 passa por uma grande mudança, do clássico "TV-UC" emoldurado como tela, um número moderno "13" dentro de um grande círculo com as letras "UC" (Universidade Católica) enquadrado na borda do pequeno. Essa mudança causou um grande alvoroço na Pontifícia Universidade Católica do Chile, pois envolvia a sua retirada, causando milhões em perdas para o canal e a renúncia da Jordânia.
Em 1 de junho de 2000, o Canal 13 inverteu o logotipo da administração de Jordán, as letras da UC chegaram ao grande círculo e o número 13 foi para o pequeno círculo. Em 20 de outubro de 2002, já em outra administração, o Canal 13 modernizou o logo, sendo apodado como "Logo Virtual" devido as vinhetas nas quais aparecia.